# New-York-City-Marathon 1992
Der New-York-City-Marathon 1992 war die 23. Ausgabe der jährlich stattfindenden Laufveranstaltung in New York City, Vereinigte Staaten. Der Marathon fand am 1. November 1992 statt.
Bei den Männern gewann Willie Mtolo in 2:09:29 h und bei den Frauen Lisa Ondieki in 2:24:40 h.

## Ergebnisse

### Männer
| Platz | Athlet          | Land                   | Zeit (h) |
| ----- | --------------- | ---------------------- | -------- |
| 01    | Willie Mtolo    | Südafrika              | 2:09:29  |
| 02    | Andrés Espinosa | Mexiko                 | 2:10:53  |
| 03    | Wan-Ki Kim      | Südkorea               | 2:10:54  |
| 04    | Osmiro Silva    | Brasilien              | 2:12:50  |
| 05    | Antoni Niemczak | Polen                  | 2:13:00  |
| 06    | Walter Durbano  | Italien                | 2:13:24  |
| 07    | Luca Barzaghi   | Italien                | 2:13:24  |
| 08    | Driss Dacha     | Marokko                | 2:13:35  |
| 09    | David Lewis     | Vereinigtes Königreich | 2:13:49  |
| 10    | Stephen Brace   | Vereinigtes Königreich | 2:14:10  |

### Frauen
| Platz | Athletin          | Land                   | Zeit (h) |
| ----- | ----------------- | ---------------------- | -------- |
| 01    | Lisa Ondieki      | Australien             | 2:24:40  |
| 02    | Olga Markowa      | Russland               | 2:26:38  |
| 03    | Yoshiko Yamamoto  | Japan                  | 2:29:58  |
| 04    | Kamila Gradus     | Polen                  | 2:30:09  |
| 05    | Bettina Sabatini  | Italien                | 2:31:30  |
| 06    | Gordon Bloch      | Vereinigte Staaten     | 2:33:26  |
| 07    | Suzana Ciric      | BR Jugoslawien         | 2:33:58  |
| 08    | Sally Eastall     | Vereinigtes Königreich | 2:34:05  |
| 09    | Irina Bogatschowa | Kirgisistan            | 2:34:31  |
| 10    | Kerstin Pressler  | Deutschland            | 2:34:52  |